# شوکرتاون
شوکرتاون (انگلیسی: Sugartown) یک مجموعه تلویزیونی درام-کمدی بریتانیایی است که در سال ۲۰۱۱ منتشر شد.

## بازیگران
- تام الیس
- سو جانستون
- میراندا ریسون
- فیلیپ جکسون
- جورجیا کینگ